# Гуршал Петро Миколайович
Петро Миколайович Гуршал (нар. 30 червня 1960, Гайове, Вінницька обл. — 9 січня 1981, Афганістан) — воїн-афганець, нагороджений орденом Червоної Зірки (посмертно).

## Життєпис
Народився Петро Гуршал 30 червня 1960 року у селянській сім'ї у селі Гайове, що на Вінниччині.
З 1970 по 1974 роки навчався у школі № 1 міста Бар. По закінченні школи навчався у Барському СПТУ № 8.
25 січня 1979 року призваний Барським РВК до Збройних сил СРСР. У січні 1980 року відправлений рядовим в Афганістан. Неодноразово брав участь у бойових діях як наводчик-оператор БМП.
Петро Гуршал героїчно загинув 9 січня 1981 року при виконанні бойового завдання отримавши смертельне поранення в районі населеного пункту Ханабад.
Похований на православному кладовищі міста Бар по вулиці М. Кривоноса.

## Нагороди
За мужність і відвагу нагороджений орденом Червоної Зірки (посмертно).

## Вшанування пам'яті
У 1982 році на могилі Гуршала встановлено пам'ятник.
У лютому 2016 року до 35-ї річниці загибелі на будівлі Барської загальноосвітньої школи І—III ступенів № 1, де навчався Петро Гуршал встановлено меморіальну дошку. ЇЇ відкрив голова районної Спілки ветеранів війни в Афганістані Василь Зоря.
14 жовтня 2014 року в місті Бар на площі Пам'яті відкрито пам'ятник воїнам-афганцям. На постаменті пам'ятника, який представляє бойову машину БМП-1 розташована меморіальна плита, присвячена воїнам-інтернаціоналістам Барського району, які загинули в Афганістані.